# Palmiskenea skenei
Palmiskenea skenei is een mosdiertjessoort uit de familie van de Bryocryptellidae. De wetenschappelijke naam van de soort is, als Millepora skenei, voor het eerst geldig gepubliceerd in 1786 door Ellis & Solander.